# نظام دوري كرة القدم القطري
نظام دوري كرة القدم القطري هو عبارة عن سلسلة من البطولات المترابطة لأندية كرة القدم في قطر ويتألف من قسمين يشرف عليهما الاتحاد القطري لكرة القدم. يعد دوري نجوم قطر الذي كان يعرف سابقاً باسم دوري قطر القسم الأعلى ويضم حاليا 14 فريقا في حين يضم القسم الثاني دوري الدرجة الثانية القطري ما مجموعه 18 فريقا أربعة منها هي أندية وأربعة عشر من الفرق الرديفة. يتم ترقية وهبوط ناديين في نهاية كل موسم.
يوجد حاليا 4 بطولات دوري رسمية للهواة في قطر. توجد ثلاث بطولات للهواة تحت إشراف رابطة قطر الدولية للهواة لكرة القدم والرابع المعروف باسم رابطة قطر للهواة معترف به من قبل الاتحاد القطري لكرة القدم. بافتتاحه في نوفمبر 2013 فإن دوري نجوم قطر يضم 14 فريق مدعوم حكوميا.
| المستوى | الدوري |
| ------- | --- |
| 1       | دوري نجوم قطر 14 فريق ↓هبوط فريقين |
| 2       | دوري الدرجة الثانية القطري 4 فرق + 12 فريق رديف ↑ترقية فريقين لا يمكن للفرق الرديفة في هذا الدوري الترقي حيث لا يمكن أن يجتمع فريق ورديفه في نفس القسم. |